# Giv'at Nili
Giv'at Nili (hebrejsky גִּבְעַת נִילִ"י, doslova „Vrch Nili“, v oficiálním přepisu do angličtiny Giv'at Nili) je vesnice typu mošav v Izraeli, v Haifském distriktu, v Oblastní radě Alona.

## Geografie
Leží v nadmořské výšce 137 metrů v pahorkatině na západním okraji planiny Ramat Menaše, nedaleko od pobřežní nížiny. Severně od obce probíhá vádí Nachal Taninim s přítokem Nachal Nili. Na jižní straně je to vádí Nachal Alona.
Obec se nachází 12 kilometrů od břehu Středozemního moře, cca 57 kilometrů severovýchodně od centra Tel Avivu, cca 29 kilometrů jihojihovýchodně od centra Haify a 8 kilometrů východně od Zichron Ja'akov. Giv'at Nili obývají Židé, přičemž osídlení v tomto regionu je převážně židovské. Oblast Vádí Ara osídlená ve vyšší míře izraelskými Araby ovšem začíná jen 5 kilometrů jižně a jihovýchodně odtud.
Giv'at Nili je na dopravní síť napojen pomocí lokální silnice číslo 6533. Západně od vesnice byl roku 2009 otevřen nový úsek dálnice číslo 6 (Transizraelská dálnice).

## Dějiny
Giv'at Nili byl založen v roce 1953. Obyvatelé mošavu byli napojení na pravicové politické hnutí Betar a vojenskou organizaci Irgun. Vesnice vznikla v rámci osidlovacího programu Miškej Cherut Betar. Politická orientace vesnice souvisí i s tím, že toto území během války za nezávislost v roce 1948 dobyly pravicové židovské jednotky Irgun a ty pak ovlivňovaly i zdejší židovské osidlování.
Mošav je pojmenován podle židovské probritské špionážní sítě Nili zřízené v tehdejší turecké Palestině během první světové války.
Cca 1 kilometr severovýchodně od dnešního mošavu stávala do roku 1948 arabská vesnice Umm al-Shawf. Stála tu mešita a svatyně al-Šajch 'Abd Allah. V roce 1931 v Umm al-Shawf žilo 325 lidí v 73 domech. V květnu 1948 během války za nezávislost byla vesnice ovládnuta izraelskými silami a arabské osídlení tu skončilo. Zástavba arabské vesnice pak byla zbořena s výjimkou zmiňované svatyně.

## Demografie
Podle údajů z roku 2014 tvořili naprostou většinu obyvatel v Giv'at Nili Židé (včetně statistické kategorie "ostatní", která zahrnuje nearabské obyvatele židovského původu ale bez formální příslušnosti k židovskému náboženství).
Jde o menší sídlo vesnického typu s dlouhodobě rostoucí populací. K 31. prosinci 2014 zde žilo 728 lidí. Během roku 2014 populace stoupla o 5,1 %.
| Rok            | 1961 | 1972 | 1983 | 1995 | 2001 | 2003 | 2004 | 2005 | 2006 | 2007 | 2008 | 2009 | 2010 | 2011 | 2012 | 2013 | 2014 |
| -------------- | ---- | ---- | ---- | ---- | ---- | ---- | ---- | ---- | ---- | ---- | ---- | ---- | ---- | ---- | ---- | ---- | ---- |
| Počet obyvatel | 231  | 197  | 244  | 303  | 348  | 417  | 445  | 454  | 461  | 471  | 487  | 565  | 622  | 653  | 667  | 693  | 728  |